# Handels- und Dienstleistungsverband Südtirol

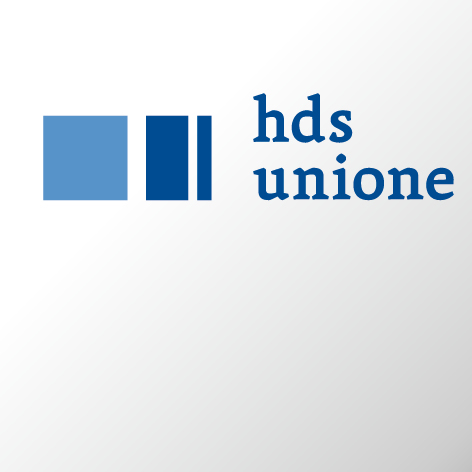
hds-Logo

Der Handels- und Dienstleistungsverband Südtirol, kurz hds, ist ein Branchenverband für Unternehmen der Autonomen Provinz Bozen aus den Sektoren Handel, Tourismus und Dienstleistungen (Tertiärsektor).

## Geschichte
Der Verband wurde 1946 in Bozen gegründet, und zwar mit Walther Amonn als Präsidenten und Carlo de Carli und Attilio Bonelli als Vizepräsidenten.

## Struktur

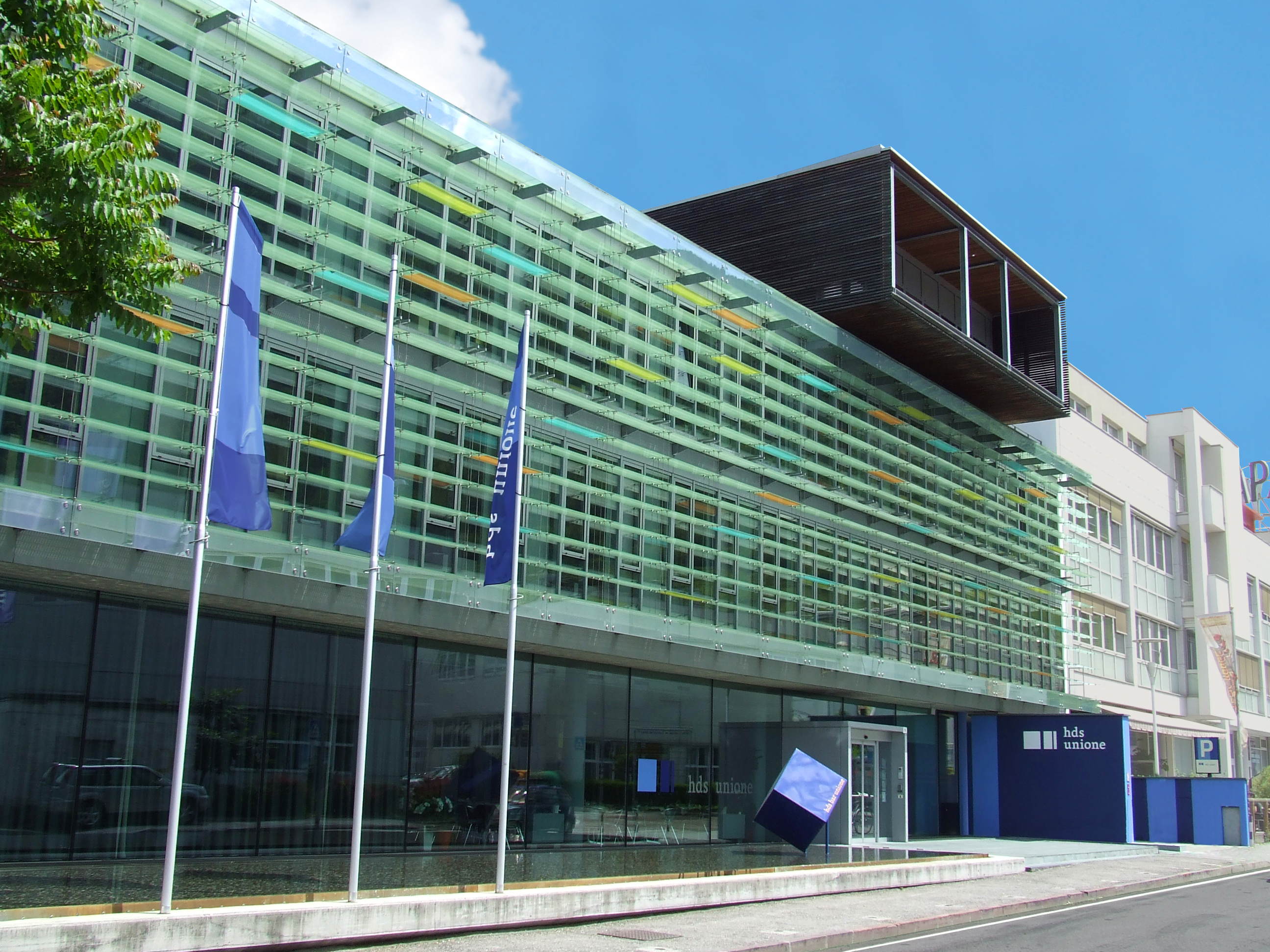
Der Hauptsitz in Bozen

Der Verband vertritt südtirolweit ungefähr 7000 Unternehmen. Der Hauptsitz – und gleichzeitig Sitz des Bezirks Bozen Stadt und Land – befindet sich in Bozen, weitere Sitze finden sich in allen weiteren Bezirken: in Meran für den Bezirk Meran/Burggrafenamt, in Brixen und Sterzing für den Bezirk Eisacktal/Wipptal, in Bruneck für das Pustertal und in Schlanders für den Bezirk Vinschgau.

## Tätigkeitsbereiche
- Umwelt, Qualität und Arbeitssicherheit
- Handel
- Kommunikation und Vertretung nach außen
- Kredit
- Steuer
- Bildung
- Dienstleistungen
- Arbeit und Gewerkschaftsangelegenheiten

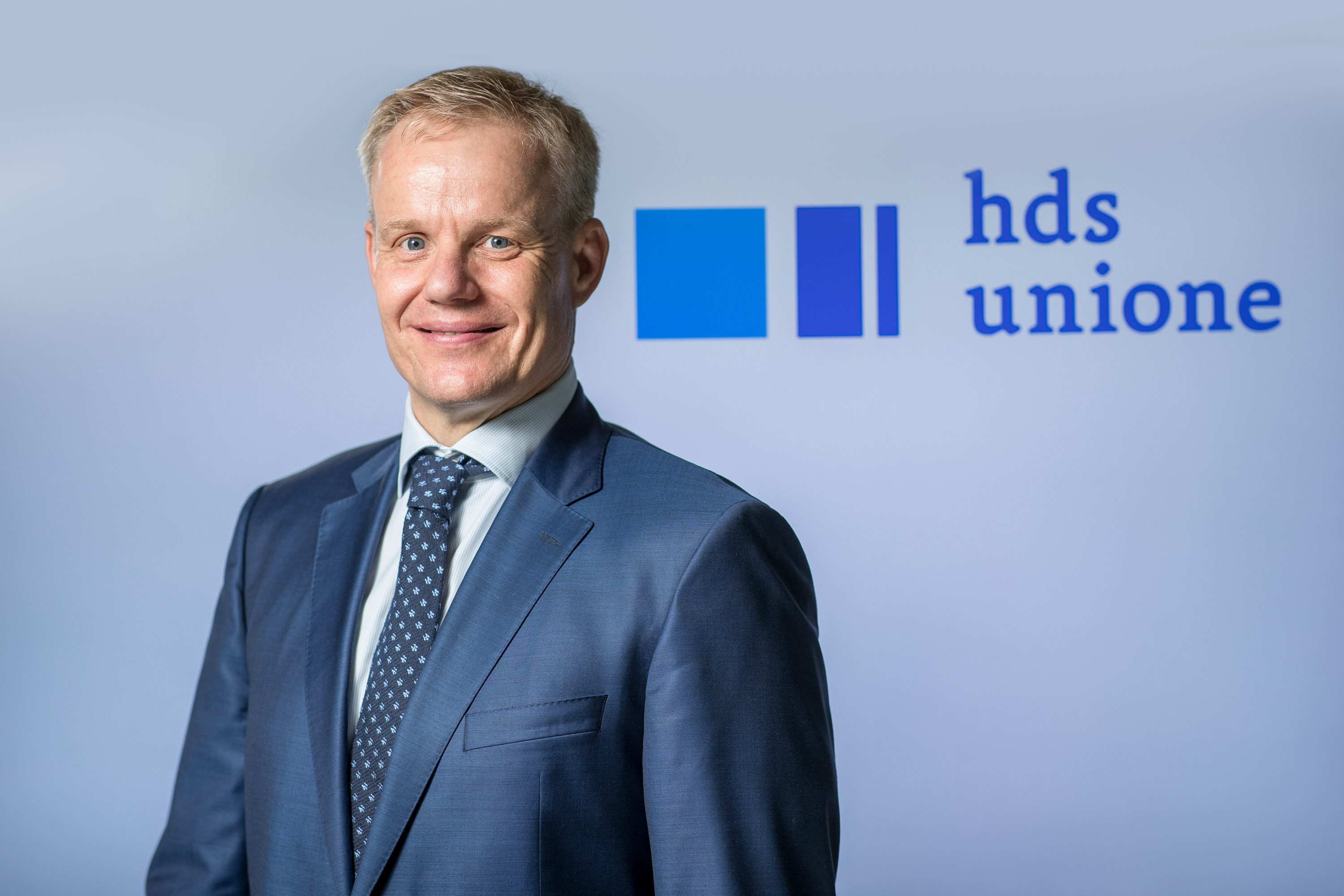
Philipp Moser

- Marketing
- Für- und Vorsorge

## Präsidenten
- Walter Amort (2000–2018)
- Philipp Moser (2018–)